# Erastus Dow Palmer
Erastus Dow Palmer (Pompey, 2 aprile 1817 – Albany, 9 marzo 1904) è stato uno scultore statunitense.

## Biografia
Palmer nacque a Pompey, nello stato novaiorchese, il 2 aprile del 1817. Era il secondo di nove figli. Egli mostrò un talento artistico precoce e portò avanti il mestiere da falegname di suo padre. Palmer sposò Matilda Alton nel 1839 ed ebbe un figlio, ma sia la madre che il bambino morirono poco dopo; nel 1840 si risposò con Mary Jean Seamans e si stabilì a Utica. Nel suo tempo libero come falegname, Palmer iniziò a scolpire dei ritratti in cammei, e si guadagnò l'incoraggiamento di Thomas R. Walker, un mecenate locale di Utica, che lo introdusse agli artisti di punta di New York.

### Scultura

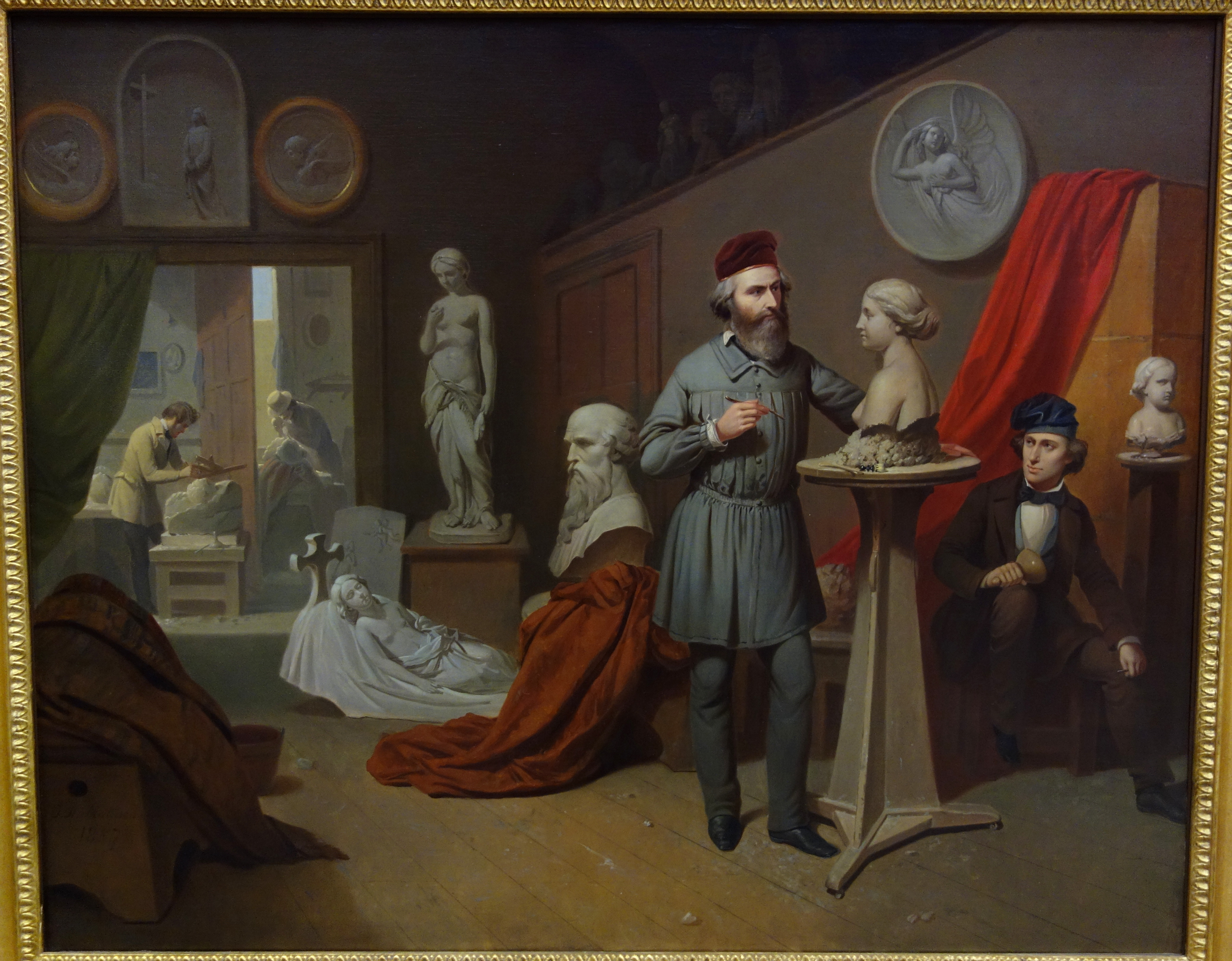
Erastus Dow Palmer ritratto mentre lavora nel suo studio in un quadro di Tompkins Harrison Matteson.

Nel 1849, Palmer si era trasferito ad Albany con la sua famiglia ed era passato dalla creazione dei cammei alla scultura su larga scala. Egli scolpì le proprie opere in uno stile prevalentemente neoclassico. Nel 1856 Palmer allestì una mostra di dodici delle sue sculture, nota come "The Palmer Marbles", all'accademia nazionale del disegno, contribuendo alla sua fama crescente. Le sue opere principali includono: La prigioniera bianca (1858-1859), nella collezione permanente del museo Metropolitano neviorchese; la Pace in cattività (1863); l'Angelo del sepolcro (1865), ad Albany; una statua in bronzo del cancelliere Robert R. Livingston (1874), nella sala delle Statue del Campidoglio di Washington e molti busti-ritratto. Palmer morì nella sua casa di Albany il 9 marzo 1904 ed è sepolto nel cimitero rurale di Albany.
Palmer ammirava le opere di William Cullen Bryant, Asher B. Durand, e Frederic Edwin Church. Palmer era amico di Church e le sue opere possono anche trovarsi nella collezione a Olana e nella casa di Church a Hudson. Inoltre, l'istituto di storia e arte di Albany possiede una collezione notevole delle sculture di Palmer.
Anche il figlio di Palmer, Walter Launt Palmer (1854–1932), fu un artista, noto soprattutto per i suoi dipinti di scene invernali.

## Galleria d'immagini

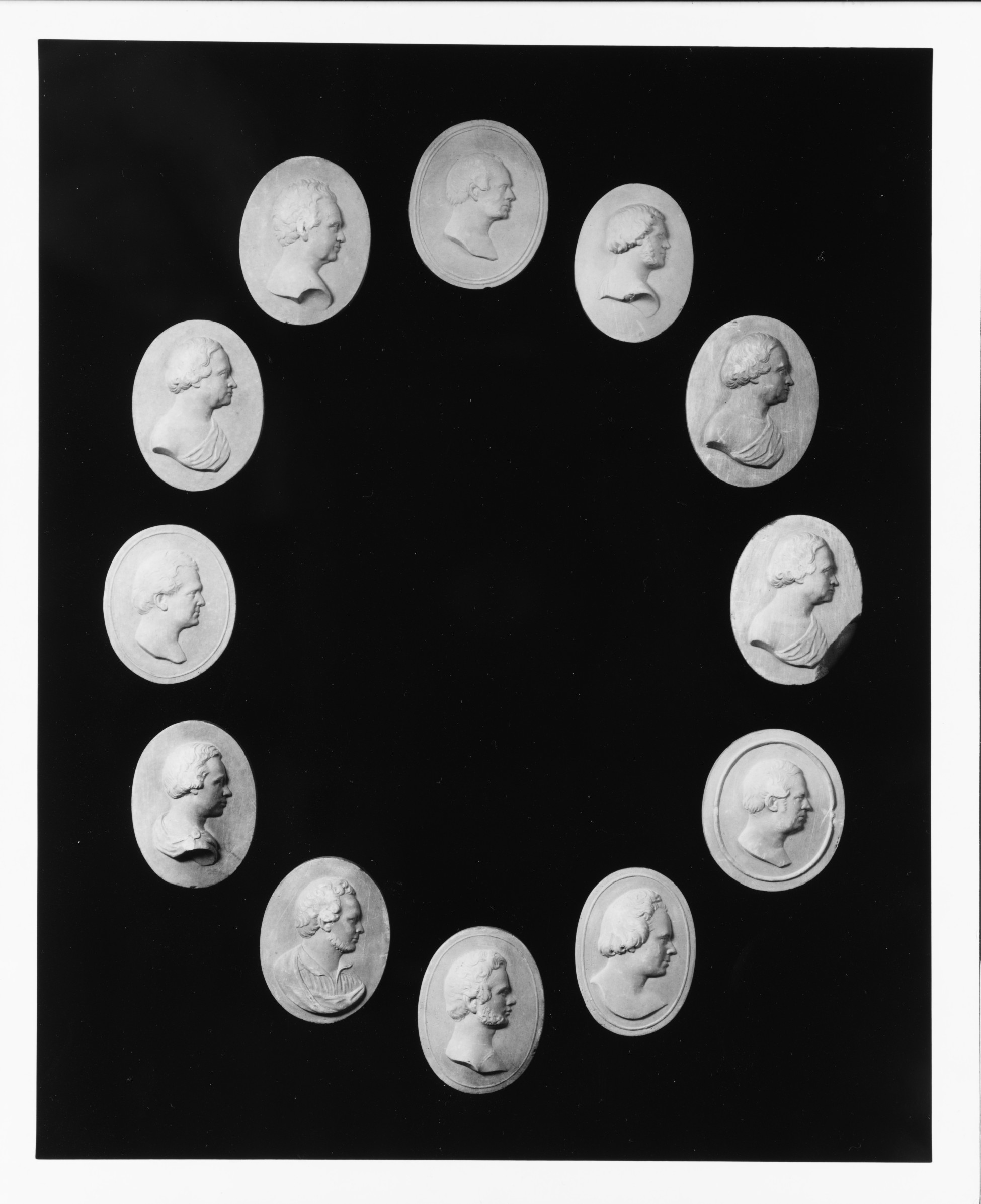
Vari ritratti su cammei in gesso di Palmer.
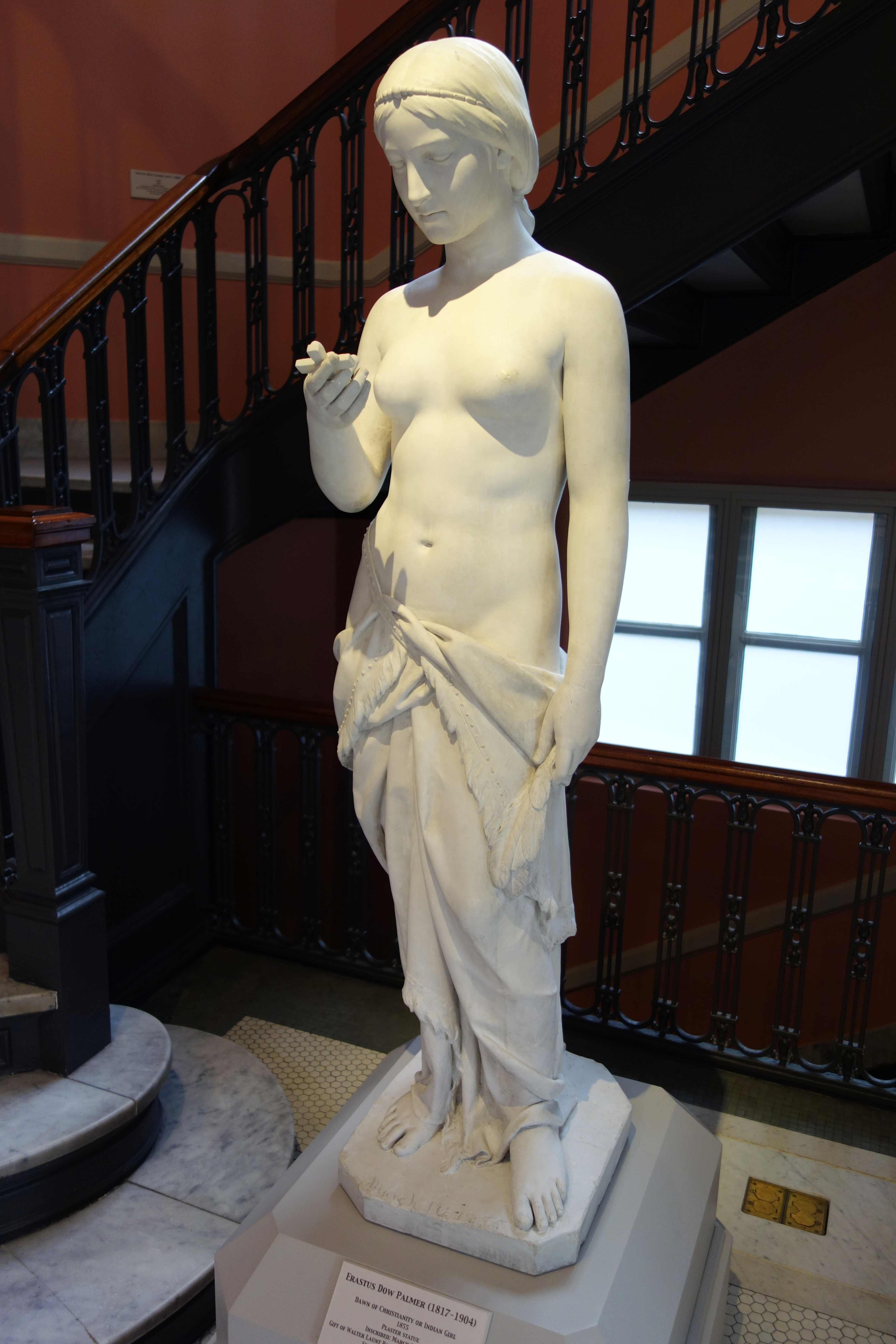
Ragazza indiana, 1855
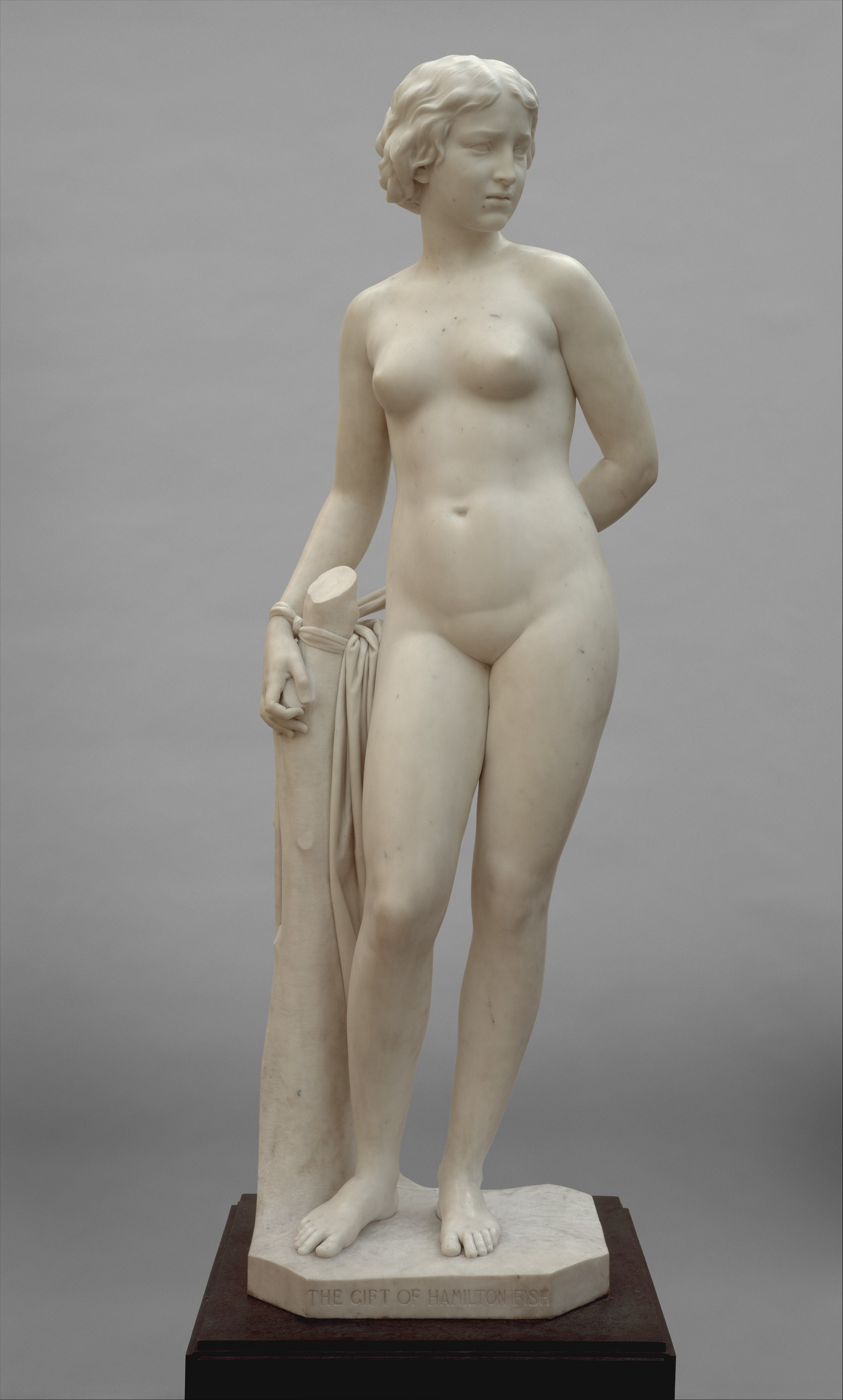
La prigioniera bianca, 1858-1859
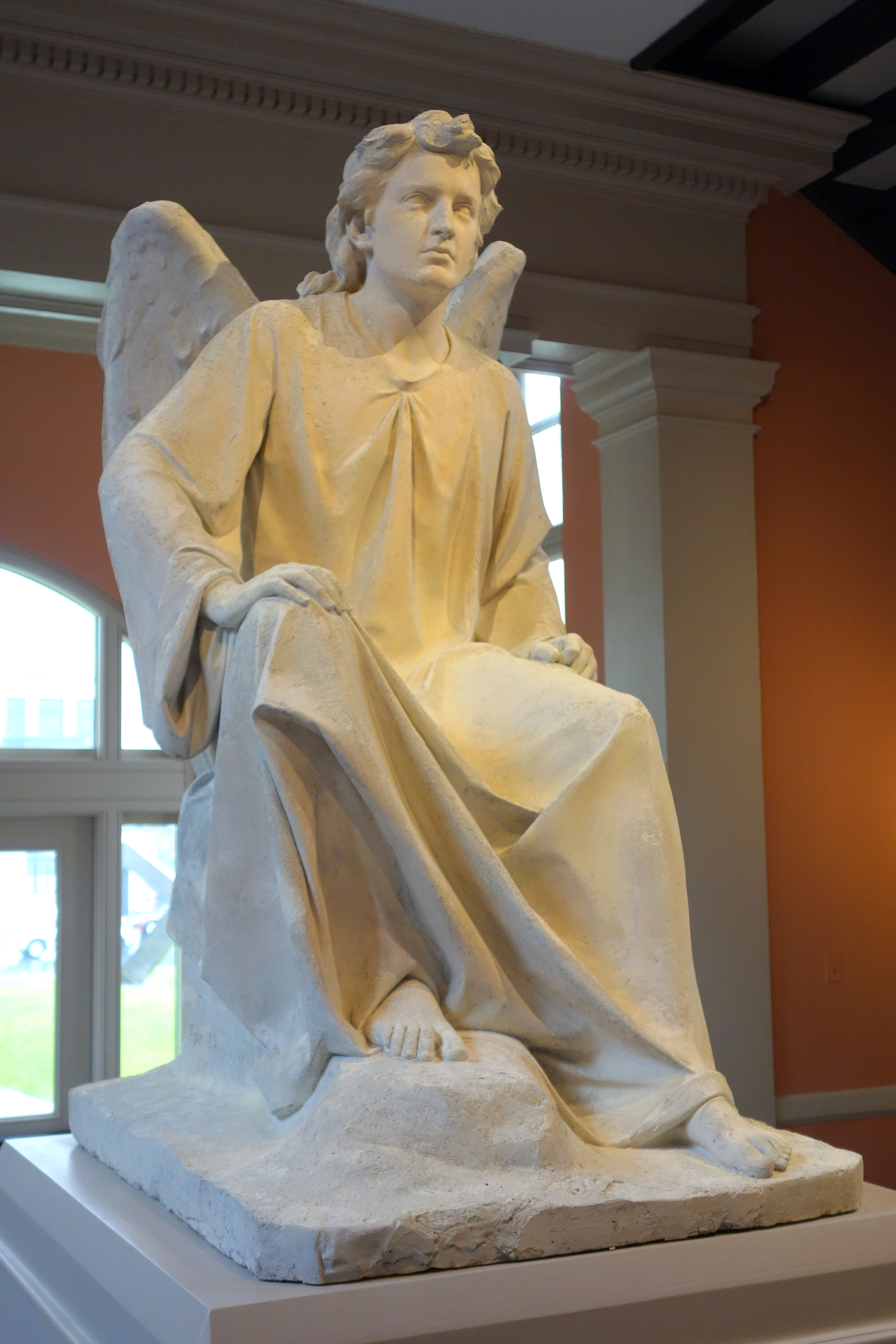
Angelo del sepolcro, 1868